# Scaria brevis
Scaria brevis är en insektsart som beskrevs av Hancock, J.L. 1909. Scaria brevis ingår i släktet Scaria och familjen torngräshoppor. Inga underarter finns listade i Catalogue of Life.